# Dino Manuzzi
Dino Manuzzi (Cesena, 14 ottobre 1907 – Cesena, 29 maggio 1982) è stato un dirigente sportivo e imprenditore italiano.

## Biografia
Fu uno dei più importanti tra gli imprenditori attivi nell'export ortofrutticolo. Tuttavia, è conosciuto soprattutto per essere stato, nel periodo intercorrente dal 1964 al 1980, presidente dell'Associazione Calcio Cesena.
Assume l'incarico nel 1964, 24 anni dopo la fondazione della società, quando essa militava in Serie C; nella stagione 1967/1968 raggiunge la Serie B, mentre l'obiettivo della Serie A viene concretizzato nella stagione 1972/1973. Nella stagione 1975/1976, la squadra ottiene il sesto posto nella classifica finale di Serie A e, pertanto, nella stagione seguente partecipa alla Coppa UEFA. Nella stessa stagione, però, l'A.C. Cesena retrocede in Serie B.
Nel 1979 Manuzzi è vittima di un banale incidente, che lo costringe ad un intervento chirurgico. Anche per questo motivo, l'anno seguente cederà la presidenza della società al nipote Edmeo Lugaresi.
Manuzzi morirà il 29 maggio 1982. L'amministrazione comunale di Cesena gli intitola lo stadio, che fino a quel momento prendeva il nome della zona della città in cui sorgeva, 'La Fiorita'. Lo Stadio Comunale manterrà la denominazione "Dino Manuzzi" anche dopo la ricostruzione ex novo dell'estate 1988.

## Curiosità
Dino Manuzzi ispirò il personaggio del Presidente Benito Fornaciari, protagonista del film «Il presidente del Borgorosso Football Club» (1970), interpretato da Alberto Sordi.